# Glenea diana
Glenea diana é uma espécie de escaravelho da família Cerambycidae. Foi descrita por James Thomson em 1865.

## Subespecie
- Glenea diana diana Thomson, 1865
- Glenea diana niasana Breuning, 1969